# Sexteto de Seyfert
El Sexteto de Seyfert es un grupo de galaxias a unos 190 millones de años luz de distanciaen la constelación de Serpens. El grupo parece contener seis miembros, pero una de las galaxias, NGC 6027d, es un objeto de fondo (700 millones de años luz detrás del grupo) y otra "galaxia", NGC 6027e, es en realidad parte de la cola de la galaxia NGC 6027. La interacción gravitacional entre estas galaxias debería continuar durante cientos de millones de años. En última instancia, se prevé que su fusión forme una única galaxia elíptica gigante.

## Descubrimiento
El grupo fue descubierto por Carl Keenan Seyfert utilizando placas fotográficas realizadas en el Observatorio Barnard de la Universidad Vanderbilt. Cuando estos resultados se publicaron por primera vez en 1951, este grupo era el más compacto jamás identificado.

## Galaxias
| Nombre    | Tipo         | Distancia desde el Sol (en millones años luz) | Magnitud |
| --------- | ------------ | --------------------------------------------- | -------- |
| NGC 6027  | S0 pec.      | ~190                                          | +14.7    |
| NGC 6027a | Sa pec.      | ~190                                          | +15.4    |
| NGC 6027b | S0 pec.      | ~190                                          | +15.4    |
| NGC 6027c | SB(S)c       | ~190                                          | +16      |
| NGC 6027d | SB(S)bc pec. | ~877                                          | +15.6    |
| NGC 6027e | SB0 pec.     | ~190                                          | +16.5    |